# 10651 van Linschoten
10651 van Linschoten eller 4522 P-L är en asteroid i huvudbältet som upptäcktes den 24 september 1960 av den nederländsk-amerikanske astronomen Tom Gehrels och det nederländska astronomparet Ingrid van Houten-Groeneveld och Cornelis Johannes van Houten vid Palomarobservatoriet. Den är uppkallad efter den nederländske upptäcktsresanden Jan Huyghen van Linschoten.
Asteroiden har en diameter på ungefär 8 kilometer och den tillhör asteroidgruppen Padua.